# الفونسو د لا کروز
الفونسو د لا کروز (انگلیسی: Alfonso de la Cruz؛ زادهٔ ۱۷ ژوئیهٔ ۱۹۸۶) بازیکن فوتبال اهل اسپانیا است.